# Tuyên Hán
Tuyên Hán (chữ Hán giản thể: 宣汉县, Hán Việt: Tuyên Hán huyện) là một huyện thuộc địa cấp thị Đạt Châu, tỉnh Tứ Xuyên, Cộng hòa Nhân dân Trung Hoa.

## Lịch sử
Huyện này được thành lập từ năm Vĩnh Nguyên thứ 8 (96) thời Hán Hòa Đế. Năm 1914 đổi tên từ huyện Đông Hương thành huyện Tuyên Hán.

## Phân chia hành chính
- 19 trấn: Đông Hương, Quân Đường, Thanh Khê, Phổ Quang, Thiên Sinh, Bách Thụ, Ba Tiêu, Nam Bá, Ngũ Bảo, Phong Thành, Thổ Hoàng, Hoa Cảnh, Phàn Khoái, Tân Hoa, Hoàng Kim, Hồ Gia, Mao Bá, Song Hà, Đại Thành.
- 31 hương: Minh Nguyệt, Hồng Lĩnh, Liễu Trì, Tam Hà, Lão Quân, Hoàng Thạch, Thất Lý, Miếu An, Thiên Bảo, Đông Lâm, Hạ Bát, Lương Phong, Thượng Hạp, Tháp Hà, Trà Hà, Thiên Thai, Quan Sơn, Nam Bình, Phượng Lâm, Đào Hoa, Bạch Mã, Tất Bi, Thạch Thiết, Hán Khê, Hồng Phong, Phượng Minh, Hoa Trì, Thổ Chủ, Khánh Vân, Mã Độ, Ải Khẩu.
- 4 hương dân tộc: Hương dân tộc Thổ Gia Tam Đôn, Hương dân tộc Thổ Gia Tất Thụ, Hương dân tộc Thổ Gia Long Tuyền, Hương dân tộc Thổ Gia Độ Khẩu.

## Diện tích, dân số
Huyện này có diện tích 4271 km², dân số 1,17 triệu người.

## Cảnh quan
Huyện này có các phong cảnh như hồ Giang Khẩu, khu bảo tồn thiên nhiên Bách Lý Hiệp. Diện tích có rừng che phủ đạt 47%.

## Tài nguyên
Huyện Tuyên Hán có nguồn khí thiên nhiên ước đạt trữ lượng 1500 tỷ m³, trữ lượng xếp thứ 2 ở Cộng hoà Nhân dân Trung Hoa.

## Khí hậu
| Dữ liệu khí hậu của Tuyên Hán, elevation 389 m (1.276 ft), (1991–2020 normals, extremes 1981–2010) | Dữ liệu khí hậu của Tuyên Hán, elevation 389 m (1.276 ft), (1991–2020 normals, extremes 1981–2010) | Dữ liệu khí hậu của Tuyên Hán, elevation 389 m (1.276 ft), (1991–2020 normals, extremes 1981–2010) | Dữ liệu khí hậu của Tuyên Hán, elevation 389 m (1.276 ft), (1991–2020 normals, extremes 1981–2010) | Dữ liệu khí hậu của Tuyên Hán, elevation 389 m (1.276 ft), (1991–2020 normals, extremes 1981–2010) | Dữ liệu khí hậu của Tuyên Hán, elevation 389 m (1.276 ft), (1991–2020 normals, extremes 1981–2010) | Dữ liệu khí hậu của Tuyên Hán, elevation 389 m (1.276 ft), (1991–2020 normals, extremes 1981–2010) | Dữ liệu khí hậu của Tuyên Hán, elevation 389 m (1.276 ft), (1991–2020 normals, extremes 1981–2010) | Dữ liệu khí hậu của Tuyên Hán, elevation 389 m (1.276 ft), (1991–2020 normals, extremes 1981–2010) | Dữ liệu khí hậu của Tuyên Hán, elevation 389 m (1.276 ft), (1991–2020 normals, extremes 1981–2010) | Dữ liệu khí hậu của Tuyên Hán, elevation 389 m (1.276 ft), (1991–2020 normals, extremes 1981–2010) | Dữ liệu khí hậu của Tuyên Hán, elevation 389 m (1.276 ft), (1991–2020 normals, extremes 1981–2010) | Dữ liệu khí hậu của Tuyên Hán, elevation 389 m (1.276 ft), (1991–2020 normals, extremes 1981–2010) | Dữ liệu khí hậu của Tuyên Hán, elevation 389 m (1.276 ft), (1991–2020 normals, extremes 1981–2010) |
| Tháng                                                                                              | 1                                                                                                  | 2                                                                                                  | 3                                                                                                  | 4                                                                                                  | 5                                                                                                  | 6                                                                                                  | 7                                                                                                  | 8                                                                                                  | 9                                                                                                  | 10                                                                                                 | 11                                                                                                 | 12                                                                                                 | Năm                                                                                                |
| -------------------------------------------------------------------------------------------------- | -------------------------------------------------------------------------------------------------- | -------------------------------------------------------------------------------------------------- | -------------------------------------------------------------------------------------------------- | -------------------------------------------------------------------------------------------------- | -------------------------------------------------------------------------------------------------- | -------------------------------------------------------------------------------------------------- | -------------------------------------------------------------------------------------------------- | -------------------------------------------------------------------------------------------------- | -------------------------------------------------------------------------------------------------- | -------------------------------------------------------------------------------------------------- | -------------------------------------------------------------------------------------------------- | -------------------------------------------------------------------------------------------------- | -------------------------------------------------------------------------------------------------- |
| Cao kỉ lục °C (°F)                                                                                 | 19.8 (67.6)                                                                                        | 25.7 (78.3)                                                                                        | 32.9 (91.2)                                                                                        | 35.9 (96.6)                                                                                        | 37.2 (99.0)                                                                                        | 37.8 (100.0)                                                                                       | 39.0 (102.2)                                                                                       | 39.9 (103.8)                                                                                       | 39.6 (103.3)                                                                                       | 34.5 (94.1)                                                                                        | 26.9 (80.4)                                                                                        | 17.8 (64.0)                                                                                        | 39.9 (103.8)                                                                                       |
| Trung bình ngày tối đa °C (°F)                                                                     | 9.6 (49.3)                                                                                         | 12.5 (54.5)                                                                                        | 17.6 (63.7)                                                                                        | 23.1 (73.6)                                                                                        | 26.7 (80.1)                                                                                        | 29.4 (84.9)                                                                                        | 32.5 (90.5)                                                                                        | 32.8 (91.0)                                                                                        | 27.5 (81.5)                                                                                        | 21.5 (70.7)                                                                                        | 16.4 (61.5)                                                                                        | 10.7 (51.3)                                                                                        | 21.7 (71.1)                                                                                        |
| Trung bình ngày °C (°F)                                                                            | 6.1 (43.0)                                                                                         | 8.3 (46.9)                                                                                         | 12.3 (54.1)                                                                                        | 17.4 (63.3)                                                                                        | 21.3 (70.3)                                                                                        | 24.5 (76.1)                                                                                        | 27.2 (81.0)                                                                                        | 27.1 (80.8)                                                                                        | 22.7 (72.9)                                                                                        | 17.4 (63.3)                                                                                        | 12.5 (54.5)                                                                                        | 7.5 (45.5)                                                                                         | 17.0 (62.6)                                                                                        |
| Tối thiểu trung bình ngày °C (°F)                                                                  | 3.8 (38.8)                                                                                         | 5.5 (41.9)                                                                                         | 8.8 (47.8)                                                                                         | 13.5 (56.3)                                                                                        | 17.6 (63.7)                                                                                        | 21.1 (70.0)                                                                                        | 23.6 (74.5)                                                                                        | 23.3 (73.9)                                                                                        | 19.7 (67.5)                                                                                        | 14.9 (58.8)                                                                                        | 10.2 (50.4)                                                                                        | 5.5 (41.9)                                                                                         | 14.0 (57.1)                                                                                        |
| Thấp kỉ lục °C (°F)                                                                                | −2.7 (27.1)                                                                                        | −2.9 (26.8)                                                                                        | −1.3 (29.7)                                                                                        | 4.6 (40.3)                                                                                         | 9.6 (49.3)                                                                                         | 13.9 (57.0)                                                                                        | 16.0 (60.8)                                                                                        | 16.5 (61.7)                                                                                        | 11.7 (53.1)                                                                                        | 1.7 (35.1)                                                                                         | 0.7 (33.3)                                                                                         | −3.7 (25.3)                                                                                        | −3.7 (25.3)                                                                                        |
| Lượng Giáng thủy trung bình mm (inches)                                                            | 14.4 (0.57)                                                                                        | 18.2 (0.72)                                                                                        | 48.1 (1.89)                                                                                        | 97.4 (3.83)                                                                                        | 152.0 (5.98)                                                                                       | 182.6 (7.19)                                                                                       | 231.9 (9.13)                                                                                       | 160.8 (6.33)                                                                                       | 156.7 (6.17)                                                                                       | 117.9 (4.64)                                                                                       | 50.8 (2.00)                                                                                        | 17.5 (0.69)                                                                                        | 1.248,3 (49.14)                                                                                    |
| Số ngày giáng thủy trung bình (≥ 0.1 mm)                                                           | 7.7                                                                                                | 8.1                                                                                                | 10.8                                                                                               | 12.5                                                                                               | 14.6                                                                                               | 14.1                                                                                               | 13.2                                                                                               | 11.8                                                                                               | 13.1                                                                                               | 13.9                                                                                               | 10.3                                                                                               | 8.5                                                                                                | 138.6                                                                                              |
| Số ngày tuyết rơi trung bình                                                                       | 1.2                                                                                                | 0.4                                                                                                | 0                                                                                                  | 0                                                                                                  | 0                                                                                                  | 0                                                                                                  | 0                                                                                                  | 0                                                                                                  | 0                                                                                                  | 0                                                                                                  | 0                                                                                                  | 0.3                                                                                                | 1.9                                                                                                |
| Độ ẩm tương đối trung bình (%)                                                                     | 82                                                                                                 | 79                                                                                                 | 76                                                                                                 | 77                                                                                                 | 78                                                                                                 | 81                                                                                                 | 80                                                                                                 | 77                                                                                                 | 81                                                                                                 | 85                                                                                                 | 85                                                                                                 | 84                                                                                                 | 80                                                                                                 |
| Số giờ nắng trung bình tháng                                                                       | 46.4                                                                                               | 56.8                                                                                               | 107.8                                                                                              | 143.1                                                                                              | 147.5                                                                                              | 149.4                                                                                              | 204.0                                                                                              | 216.2                                                                                              | 129.9                                                                                              | 92.4                                                                                               | 70.9                                                                                               | 45.1                                                                                               | 1.409,5                                                                                            |
| Phần trăm nắng có thể                                                                              | 14                                                                                                 | 18                                                                                                 | 29                                                                                                 | 37                                                                                                 | 35                                                                                                 | 35                                                                                                 | 47                                                                                                 | 53                                                                                                 | 35                                                                                                 | 27                                                                                                 | 23                                                                                                 | 14                                                                                                 | 31                                                                                                 |
| Nguồn: China Meteorological Administration                                                         | | | | | | | | | | | | | |